# Закон України «Про природно-заповідний фонд України»
Закон України «Про природно-заповідний фонд України» — закон, який визначає правові основи організації, охорони, ефективного використання природно-заповідного фонду України, відтворення його природних комплексів та об'єктів. Його завданням є регулювання суспільних відносин щодо організації, охорони і використання територій та об'єктів природно-заповідного фонду, відтворення їх природних комплексів, управління у цій галузі.
Закон введено в дію 16 червня 1992 року постановою Верховної ради України № 2457-XII [Архівовано 7 червня 2021 у Wayback Machine.]. За час існування закону, 20 разів до нього вносили зміни.
Закон України «Про природно-заповідний фонд України» є основним законодавчим актом у галузі заповідної справи і визначає організаційно-правові основи її ведення. Цим законом затверджено класифікацію територій і об'єктів ПЗФ, встановлено їх статус, завдання та режим охорони, порядок проведення науково-дослідних робіт на території ПЗФ.
Також з прийняттям ЗУ «Про ПЗФ України» до ПЗФ було додатково долучено нові категорії - «регіональний ландшафтний парк» та «біосферний заповідник».
Державний контроль за дотриманням режиму територій та об'єктів природно-заповідного фонду покладено на Міністерство охорони навколишнього природного середовища та його місцеві органи.

## Структура
Закон містить 67 статей в одинадцяти розділах, а також 11 глав, на які поділено Розділ III.
- Розділ I. Загальні положення
  - Стаття 1. Завдання законодавства України про природно-заповідний фонд України
  - Стаття 2. Законодавство України про природно-заповідний фонд
  - Стаття 3. Класифікація територій та об'єктів природно-заповідного фонду України
  - Стаття 4. Форми власності на території та об'єкти природно-заповідного фонду
  - Стаття 5. Правові засади функціонування територій та об'єктів природно-заповідного фонду
  - Стаття 6. Охорона територій та об'єктів, що мають особливу екологічну, наукову, естетичну, господарську, а також історико-культурну цінність
  - Стаття 7. Землі природно-заповідного фонду
  - Стаття 8. Основні засоби збереження територій та об'єктів природно-заповідного фонду
  - Стаття 9. Види використання територій та об'єктів природно-заповідного фонду
  - Стаття 10. Права громадян з питань охорони та використання територій та об'єктів природно-заповідного фонду
- Розділ II. Управління в галузі організації, охорони та використання природно-заповідного фонду
  - Стаття 11. Уповноважені органи державного управління в галузі організації, охорони та використання природно-заповідного фонду
  - Стаття 12. Управління територіями та об'єктами природно-заповідного фонду
  - Стаття 13. Участь об'єднань громадян в управлінні територіями та об'єктами природно-заповідного фонду
- Розділ III. Режим територій та об'єктів природно-заповідного фонду
  - Стаття 14. Визначення режиму територій та об'єктів природно-заповідного фонду
- Глава 1. Природні заповідники
  - Стаття 15. Статус та завдання природних заповідників
  - Стаття 16. Вимоги щодо охорони природних комплексів та об'єктів природних заповідників
- Глава 2. Біосферні заповідники
  - Стаття 17. Статус і завдання біосферних заповідників
  - Стаття 18. Структура території та особливості управління біосферними заповідниками
  - Стаття 19. Особливості діяльності біосферних заповідників
- Глава 3. Національні природні парки
  - Стаття 20. Статус і завдання національних природних парків
  - Стаття 21. Структура території та вимоги щодо охорони природних комплексів та об'єктів національних природних парків
  - Стаття 22. Рекреаційна діяльність на території національних природних парків
- Глава 4. Регіональні ландшафтні парки
  - Стаття 23. Статус і завдання регіональних ландшафтних парків
  - Стаття 24. Структура території та вимоги щодо охорони природних комплексів та об'єктів регіональних ландшафтних парків
- Глава 5. Заказники
  - Стаття 25. Статус і завдання заказників
  - Стаття 26. Основні вимоги щодо режиму заказників
- Глава 6. Пам'ятки природи
  - Стаття 27. Статус та завдання пам'яток природи
  - Стаття 28. Основні вимоги щодо режиму пам'яток природи
- Глава 7. Заповідні урочища
  - Стаття 29. Статус і завдання заповідних урочищ
  - Стаття 30. Основні вимоги щодо режиму заповідних урочищ
- Глава 8. Ботанічні сади
  - Стаття 31. Статус і завдання ботанічних садів
  - Стаття 32. Структура території та основні вимоги щодо режиму ботанічних садів
- Глава 9. Дендрологічні парки
  - Стаття 33. Статус і завдання дендрологічних парків
  - Стаття 34. Основні вимоги щодо режиму дендрологічних парків
- Глава 10. Зоологічні парки
  - Стаття 35. Статус і завдання зоологічних парків
  - Стаття 36. Структура території та основні вимоги щодо режиму зоологічних парків
- Глава 11. Парки-пам'ятки садово-паркового мистецтва
  - Стаття 37. Статус і завдання парків-пам'яток садово-паркового мистецтва
  - Стаття 38. Основні вимоги щодо режиму парків-пам'яток садово-паркового мистецтва
- Розділ IV. Охоронні зони територій та об'єктів природно-заповідного фонду
  - Стаття 39. Завдання охоронних зон територій та об'єктів природно-заповідного фонду
  - Стаття 40. Основні вимоги щодо режиму охоронних зон територій та об'єктів природно-заповідного фонду
- Розділ V. Науково-дослідні роботи на територіях та об'єктах природно-заповідного фонду
  - Стаття 41. Мета наукових досліджень на територіях та об'єктах природно-заповідного фонду
  - Стаття 42. Основні засади забезпечення організації наукових досліджень на територіях та об'єктах природно-заповідного фонду
  - Стаття 43. Літопис природи територій та об'єктів природно-заповідного фонду України
- Розділ VI. Економічне забезпечення організації і функціонування природно-заповідного фонду
  - Стаття 44. Економічні засоби забезпечення організації і функціонування природно-заповідного фонду
  - Стаття 45. Економічне обгрунтування та оцінка територій та об'єктів природно-заповідного фонду
  - Стаття 46. Фінансування заходів, пов'язаних із функціонуванням територій та об'єктів природно-заповідного фонду
  - Стаття 47. Власні кошти об'єктів природно-заповідного фонду
  - Стаття 48. Екологічні фонди об'єктів природно-заповідного фонду
  - Стаття 49. Надання податкових та інших пільг
  - Стаття 50. Екологічне страхування природно-заповідного фонду
- Розділ VII. Порядок створення й оголошення територій та об'єктів природно-заповідного фонду
  - Стаття 51. Підготовка і подання клопотань про організацію чи оголошення територій та об'єктів природно-заповідного фонду
  - Стаття 52. Попередній розгляд клопотань про створення чи оголошення територій та об'єктів природно-заповідного фонду
  - Стаття 53. Прийняття рішень про створення чи оголошення територій, об'єктів природно-заповідного фонду та їх охоронних зон
  - Стаття 54. Зміна меж, категорії та скасування статусу територій та об'єктів природно-заповідного фонду
  - Стаття 55. Резервування цінних для заповідання територій та об'єктів
- Розділ VIII. Державний кадастр територій та об'єктів природно-заповідного фонду
  - Стаття 56. Визначення державного кадастру територій та об'єктів природно-заповідного фонду
  - Стаття 57. Призначення державного кадастру територій та об'єктів природно-заповідного фонду
  - Стаття 58. Зміст державного кадастру територій та об'єктів природно-заповідного фонду
  - Стаття 59. Порядок ведення кадастру територій та об'єктів природно-заповідного фонду
- Розділ IX. Охорона територій та об'єктів природно-заповідного фонду, контроль за додержанням їх режиму
  - Стаття 60. Організація охорони територій та об'єктів природно-заповідного фонду
  - Стаття 61. Склад і повноваження служби державної охорони природно-заповідного фонду України
  - Стаття 62. Державний контроль за додержанням режиму територій та об'єктів природно-заповідного фонду
  - Стаття 63. Громадський контроль за додержанням режиму територій та об'єктів природно-заповідного фонду
- Розділ X. Відповідальність за порушення законодавства про природно-заповідний фонд
  - Стаття 64. Види відповідальності за порушення законодавства про природно-заповідний фонд
  - Стаття 65. Особливості застосування цивільної відповідальності
- Розділ XI. Міжнародне співробітництво в галузі охорони і використання територій та об'єктів природно-заповідного фонду
  - Стаття 66. Основні форми міжнародного співробітництва в галузі охорони і використання територій та об'єктів природно-заповідного фонду
  - Стаття 67. Міжнародні договори у галузі охорони і використання територій та об'єктів природно-заповідного фонду